# Collège des Ingénieurs
Collège des ingénieurs (CDI) – międzynarodowa, niezależna instytucja edukacyjna, założona we Francji, Włoszech i w Niemczech w 1986 roku we współpracy z wiodącymi przedsiębiorstwami światowymi. Celem działalności uczelni jest selekcja i wykształcenie w zakresie zarządzania młodych inżynierów, absolwentów uczelni europejskich, amerykańskich i chińskich, którzy planują karierę menedżerską.
Uczelnia prowadzi dziesięciomiesięczne studia MBA. Nabór jest bardzo selektywny (65 miejsc), lecz koszty kształcenia są pokrywane w całości przez współpracujące przedsiębiorstwa. Podczas szkolenia, studenci są zatrudniani przez współpracujące firmy, za co otrzymują dodatkowe wynagrodzenie.
Wykładowcami CDI są profesorowie najlepszych szkół ekonomicznych (INSEAD, Harvard, St. Gallen, HEC) oraz eksperci wiodących firm światowych. Zajęcia odbywają się w campusach we Francji, Niemczech, Włoszech i w Szwajcarii
Główna siedziba CDI znajduje się w Paryżu.